# Karpieniec tanganicki
Karpieniec tanganicki (Lamprichthys tanganicanus) – gatunek słodkowodnej ryby z rodziny piękniczkowatych (Poeciliidae); jedyny przedstawiciel rodzaju Lamprichthys i największy przedstawiciel karpieńcokształtnych w Afryce.

## Występowanie
Gatunek endemiczny jeziora Tanganika w Afryce Wschodniej.

## Morfologia
Dorasta do 15 cm długości.